# Landratsamt Ohrdruf
| Basisdaten                              | Basisdaten           |
| --------------------------------------- | -------------------- |
| Bestandszeitraum                        | 1858–1922            |
| Verwaltungssitz                         | Ohrdruf              |
| Fläche                                  | 413 km² (1910)       |
| Einwohner                               | 44.964 (1910)        |
| Bevölkerungsdichte                      | 109 Einw./km² (1910) |
| Gemeinden                               | 36 (1908)            |
|                                         |                      |
| Sachsen-Gotha mit seinen Landratsämtern |                      |

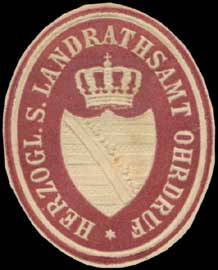
Siegelmarke H.S. Landrathsamt Ohrdruf

Das Landratsamt Ohrdruf war von 1858 bis 1922 ein Verwaltungsbezirk im Herzogtum Sachsen-Coburg und Gotha und im Freistaat Sachsen-Gotha. Sein ehemaliges Gebiet gehört heute zu den Landkreisen Gotha und Schmalkalden-Meiningen sowie zum Ilm-Kreis in Thüringen.

## Geschichte
Das Herzogtum Sachsen-Coburg und Gotha im Deutschen Kaiserreich wurde 1858 in selbständige Städte und Landratsämter gegliedert. Neben den drei selbständigen Städten Gotha, Ohrdruf und Waltershausen wurden im Gothaer Landesteil, dem Herzogtum Sachsen-Gotha, die drei Landratsämter Ohrdruf, Gotha und Waltershausen gebildet. Zum Landratsamt Ohrdruf gehörte neben dem direkten Umland von Ohrdruf auch die Exklave Traßdorf mit Kettmannshausen und Neuroda.
1918 wurde aus dem Herzogtum Sachsen-Gotha  der Freistaat Sachsen-Gotha, der wiederum am 1. Mai 1920 im neuen Land Thüringen aufging. Die Stadt Zella St. Blasii und Mehlis schieden 1919 aus dem Landratsamt aus und schlossen sich zur selbständigen Stadt Zella-Mehlis zusammen. Bei einer umfassenden Gebietsreform zum 1. Oktober 1922 wurde das Landratsamt Ohrdruf aufgelöst:
- Die Gemeinden Arlesberg, Dörrberg, Elgersburg, Frankenhain, Gehlberg, Gera, Gossel, Gräfenroda, Kettmannshausen, Liebenstein, Manebach, Neuroda, Rippersroda und Traßdorf kamen zum neuen Landkreis Arnstadt.
- Alle übrigen Gemeinden kamen zum neuen Landkreis Gotha.

## Landräte
- 1911–1922: Otto Weidner

## Einwohnerentwicklung
| Jahr      | 1900   | 1910   |
| Einwohner | 37.897 | 44.964 |

Städte und Gemeinden mit mehr als 2.000 Einwohnern (Stand 1910):
| Gräfenroda         | 2.796 |
| Mehlis             | 6.625 |
| Tambach            | 3.008 |
| Wölfis             | 2.045 |
| Zella-Sankt Blasii | 5.690 |

## Gemeinden
| - Arlesberg - Crawinkel - Dietharz - Dörrberg - Elgersburg - Emleben - Frankenhain - Gehlberg - Georgenthal | - Gera - Gossel - Gräfenhain - Gräfenroda - Heerda 1 - Herrenhof - Hohenkirchen - Kettmannshausen - Liebenstein | - Manebach - Mehlis - Nauendorf - Neuroda - Oberhof - Petriroda - Rippersroda - Schönau vor dem Walde - Schwabhausen | - Schwarzwald - Stutzhaus - Tambach - Tambuchshof 1 - Traßdorf - Wechmar - Wipperoda - Wölfis - Zella St. Blasii, Stadt |